# Maire du Grand-Manchester
Le maire du Grand-Manchester (Mayor of Greater Manchester en anglais) est, depuis 2017, le dirigeant exécutif local directement élu par les habitants pour le territoire de l’autorité combinée du Grand-Manchester.
Alors que ses responsabilités incluent la santé, les transports, le logement, la planification stratégique, la gestion des déchets, la police, le service d’incendie et de secours (en) et les compétences, le maire du Grand-Manchester dirige également l’autorité combinée et assume les fonctions anciennement attribuées au commissaire de police et de crime (en). La fonction est créée en juin 2015 lorsque Tony Lloyd est nommé maire intérimaire. Toutefois, à la suite de la première élection municipale tenue le 4 mai 2017, Andy Burnham assume la charge de plein exercice. Il est réélu pour un second mandat le 6 mai 2021.
Alors qu’il est assisté d’un adjoint issu de l’autorité combinée et titré « vice-maire » (Deputy Mayor en anglais), le maire, à la suite de son entrée en fonction, propose la nomination d’une personnalité à un panel pour le poste de vice-maire pour le maintien de l’ordre et le crime. Celui-ci est connu sous le nom de « vice-maire pour le maintien de l’ordre, le crime, la justice criminelle et les incendies » (Deputy Mayor for Policing, Crime, Criminal Justice and Fire en anglais) depuis 2020.

## Liste

### Maires du Grand-Manchester
Le Greater Manchester Combined Authority (Amendment) Order 2015 institutionnalise une organisation provisoire de l’autorité combinée du Grand-Manchester, avec, à sa tête, un « maire intérimaire » (Interim Mayor en anglais).
Au sens du Local Democracy, Economic Development and Construction Act 2009 (en) et du Greater Manchester Combined Authority (Election of Mayor with Police and Crime Commissioner Functions) Order 2016, un maire est directement élu sur le territoire de l’autorité combinée à compter du 4 mai 2017. Son mandat débute le quatrième jour suivant son élection et se termine trois jours après le scrutin suivant.
| Identité     | Parti      | Parti                            | Élection                                                      | Mandat                                                | Portefeuille | Qualité                                                                |
| ------------ | ---------- | -------------------------------- | ------------------------------------------------------------- | ----------------------------------------------------- | --- | ---------------------------------------------------------------------- |
| Tony Lloyd   |            | Parti travailliste               | 29 mai 2015 (nomination)                                      | 26 juin 2015 — 7 mai 2017 (1 an, 10 mois et 11 jours) | Dévolution, réforme du secteur public, communication et presse (2015-2016) Réforme, transports et justice criminelle (2016-2017) | Commissaire de police et de crime du Grand-Manchester (en) (2012-2017) |
| Andy Burnham |            | Travailliste et Parti coopératif | 4 mai 2017                                                    | 8 mai 2017 — 9 mai 2021 (4 ans et 1 jour)             | Transports (2017-2021) |                                                                        |
| Andy Burnham | 6 mai 2021 | Travailliste et Parti coopératif | En fonction depuis le 10 mai 2021 (3 ans, 10 mois et 4 jours) | Politique, réforme et transports (depuis 2021),       | |                                                                        |

### Vice-maires du Grand-Manchester
Parmi les vice-maires du Grand-Manchester, on distingue :
- le vice-maire en titre ;
- et le vice-maire pour le maintien de l’ordre et le crime (assurant les fonctions de l’ancien commissaire de police et de crime).

#### Vices-maires
Au sens du Local Democracy, Economic Development and Construction Act 2009 (en) amendé par le Cities and Local Government Devolution Act 2016 (en), un vice-maire est nommé par le maire parmi les membres de l’autorité combinée. Une fois désigné, il tient son mandat jusqu’à la fin de celui du maire sauf s’il est démis de ses fonctions, s’il démissionne ou bien s’il n’appartient plus à l’autorité combinée.
| Identité           | Parti     | Parti              | Maire        | Période électorale                              | Mandat                                                           | Portefeuille | Qualité |
| ------------------ | --------- | ------------------ | ------------ | ----------------------------------------------- | ---------------------------------------------------------------- | --- | --- |
| Richard Leese (en) |           | Parti travailliste | Andy Burnham | 2017-2021                                       | 8 mai 2017 — 9 mai 2021 (4 ans et 1 jour)                        | Affaires et économie (2017-2020) Santé et protection sociale (2020-2021)                                                                                             | Chef du conseil de la cité de Manchester (1996-2021) Conseiller de la cité de Manchester, élu dans la section de Crumpsall (1984-2022) |
| Richard Leese (en) | 2021-2024 | Parti travailliste | Andy Burnham | 10 mai — 1er décembre 2021 (6 mois et 21 jours) | Vies saines et protection de qualité (2021)                      | | Chef du conseil de la cité de Manchester (1996-2021) Conseiller de la cité de Manchester, élu dans la section de Crumpsall (1984-2022) |
| Paul Dennett (en)  | 2021-2024 |                    | Andy Burnham | Parti travailliste                              | En fonction depuis le 8 décembre 2021 (3 ans, 3 mois et 6 jours) | Logement, sans-abris et infrastructure (2021-2022) Vies saines, soins de qualité, sans-abris et places pour tous (2022-2023) Vies saines et sans-abris (depuis 2023) | Maire de Salford (en) (depuis 2016) |

#### Vice-maires pour le maintien de l’ordre et le crime
Le Greater Manchester Combined Authority (Election of Mayor with Police and Crime Commissioner Functions) Order 2016 transfert les fonctions de commissaire de police et de crime (police and crime commissioner en anglais) au maire du Grand-Manchester à compter du 8 mai 2017. Aussi, alors que le Policing and Crime Act 2017 (en) introduit un poste de vice-maire pour le maintien de l’ordre et le crime (Deputy Mayor for Policing and Crime en anglais) dans certaines autorités locales, le Greater Manchester Combined Authority (Transfer of Police and Crime Commissioner Functions to the Mayor) Order 2017 l’érige au sein de l’autorité combinée du Grand-Manchester. Au sens de ce décret de 2017, la fonction, strictement incompatible avec celle de maire, peut être exercée par une personne n’appartenant pas à l’autorité combinée. En outre, le panel de police et de crime est chargé de surveiller son action,.
Le Greater Manchester Combined Authority (Fire and Rescue Functions) (Amendment) Order 2020, qui attribue à l’autorité combinée des compétences en matière d’incendie et de secours, autorise le maire à transférer ces dernières au vice-maire pour le maintien de l’ordre et le crime. Pour refléter ce changement, l’appellation de l’organe de contrôle est transformée en panel de police, d’incendie et de crime.
| Identité                                     | Parti                                                                                                   | Parti              | Maire        | Proposition                                                    | Mandat                                                          | Intitulé de la fonction                                        | Portefeuille | Qualité                                      |
| -------------------------------------------- | --- | ------------------ | ------------ | -------------------------------------------------------------- | --------------------------------------------------------------- | -------------------------------------------------------------- | ------------ | -------------------------------------------- |
| Beverley Hughes, baronne Hughes de Stretford | | Parti travailliste | Andy Burnham | 6 mai 2017                                                     | 5 juin 2017 — 9 mai 2021 (3 ans, 11 mois et 4 jours)            | Vice-maire pour le maintien de l’ordre et le crime (2017-2020) |              | Membre de la Chambre des lords (depuis 2010) |
| Beverley Hughes, baronne Hughes de Stretford | Vice-maire pour le maintien de l’ordre, le crime, la justice criminelle et les incendies (depuis 2020), | Parti travailliste | Andy Burnham | 6 mai 2017                                                     | 5 juin 2017 — 9 mai 2021 (3 ans, 11 mois et 4 jours)            |                                                                |              | Membre de la Chambre des lords (depuis 2010) |
| Beverley Hughes, baronne Hughes de Stretford | 12 mai 2021                                                                                             | Parti travailliste | Andy Burnham | 14 mai 2021 — 9 janvier 2023 (2012 ans, 10 mois et 2007 jours) | Communautés sûres et fortes (2021-2023),                        |                                                                |              | Membre de la Chambre des lords (depuis 2010) |
| Kate Green                                   | | Parti travailliste | Andy Burnham | 9 novembre 2022                                                | En fonction depuis le 9 janvier 2023 (2 ans, 2 mois et 5 jours) | Communautés plus sûres et plus fortes (depuis 2023)            |              |                                              |